# Lijst van voetbalinterlands Bolivia - Chili
Deze lijst van voetbalinterlands is een overzicht van alle officiële voetbalwedstrijden tussen de nationale teams van Bolivia en Chili. De Zuid-Amerikaanse landen speelden tot op heden 51 keer tegen elkaar. De eerste ontmoeting, een wedstrijd tijdens de Copa América 1926, werd gespeeld in La Florida op 12 oktober 1926. Het laatste duel, een kwalificatiewedstrijd voor het Wereldkampioenschap voetbal 2026, vond plaats op 10 juni 2025 in El Alto.

## Wedstrijden
| №  | Plaats                  | Datum             | Competitie              | Wedstrijd       | Uitslag |
| -- | ----------------------- | ----------------- | ----------------------- | --------------- | ------- |
| 1  | La Florida              | 12 oktober 1926   | Copa América 1926       | Chili – Bolivia | 7 – 1   |
| 2  | Santiago                | 24 april 1945     | Copa América 1945       | Chili – Bolivia | 5 – 0   |
| 3  | Buenos Aires            | 8 februari 1946   | Copa América 1946       | Chili – Bolivia | 4 – 1   |
| 4  | Guayaquil               | 31 december 1947  | Copa América 1947       | Chili – Bolivia | 4 – 3   |
| 5  | São Paulo               | 6 april 1949      | Copa América 1949       | Bolivia – Chili | 3 – 2   |
| 6  | La Paz                  | 26 februari 1950  | Vriendschappelijk       | Bolivia – Chili | 2 – 0   |
| 7  | Santiago                | 12 maart 1950     | Vriendschappelijk       | Chili – Bolivia | 5 – 0   |
| 8  | Lima                    | 28 maart 1953     | Copa América 1953       | Chili – Bolivia | 2 – 2   |
| 9  | Santiago                | 22 september 1957 | WK 1958 kwalificatie    | Chili – Bolivia | 2 – 1   |
| 10 | La Paz                  | 29 september 1957 | WK 1958 kwalificatie    | Bolivia – Chili | 3 – 0   |
| 11 | Buenos Aires            | 26 maart 1959     | Copa América 1959       | Chili – Bolivia | 5 – 2   |
| 12 | Montevideo              | 1 februari 1967   | Copa América 1967       | Bolivia – Chili | 0 – 0   |
| 13 | La Paz                  | 15 augustus 1971  | Vriendschappelijk       | Bolivia – Chili | 3 – 4   |
| 14 | Santiago                | 24 juli 1973      | Vriendschappelijk       | Chili − Bolivia | 3 − 0   |
| 15 | Oruro                   | 20 juli 1975      | Copa América 1975       | Bolivia – Chili | 2 – 1   |
| 16 | Santiago                | 13 augustus 1975  | Copa América 1975       | Chili – Bolivia | 4 – 0   |
| 17 | La Paz                  | 19 juli 1983      | Vriendschappelijk       | Bolivia – Chili | 1 – 2   |
| 18 | Arica                   | 24 augustus 1983  | Vriendschappelijk       | Chili – Bolivia | 4 – 2   |
| 19 | Santa Cruz de la Sierra | 22 juni 1989      | Vriendschappelijk       | Bolivia – Chili | 0 – 1   |
| 20 | Santiago                | 27 juni 1989      | Vriendschappelijk       | Chili – Bolivia | 2 – 1   |
| 21 | Goiânia                 | 8 juli 1989       | Copa América 1989       | Bolivia – Chili | 0 – 5   |
| 22 | Arica                   | 31 maart 1993     | Vriendschappelijk       | Chili – Bolivia | 2 – 1   |
| 23 | La Paz                  | 13 juni 1993      | Vriendschappelijk       | Bolivia – Chili | 1 – 3   |
| 24 | Santiago                | 21 september 1994 | Vriendschappelijk       | Chili – Bolivia | 1 – 2   |
| 25 | Paysandú                | 14 juli 1995      | Copa América 1995       | Chili – Bolivia | 2 – 2   |
| 26 | Cochabamba              | 4 februari 1996   | Vriendschappelijk       | Bolivia – Chili | 1 – 1   |
| 27 | Santiago                | 26 mei 1996       | Vriendschappelijk       | Chili – Bolivia | 2 – 0   |
| 28 | La Paz                  | 12 februari 1997  | WK 1998 kwalificatie    | Bolivia – Chili | 1 – 1   |
| 29 | Santiago                | 16 november 1997  | WK 1998 kwalificatie    | Chili – Bolivia | 3 – 0   |
| 30 | Cochabamba              | 28 april 1999     | Vriendschappelijk       | Bolivia – Chili | 1 – 1   |
| 31 | Santiago                | 20 juni 1999      | Vriendschappelijk       | Chili – Bolivia | 1 – 0   |
| 32 | La Paz                  | 19 juli 2000      | WK 2002 kwalificatie    | Bolivia – Chili | 1 – 0   |
| 33 | Santiago                | 14 augustus 2001  | WK 2002 kwalificatie    | Chili – Bolivia | 2 – 2   |
| 34 | La Paz                  | 30 maart 2004     | WK 2006 kwalificatie    | Bolivia – Chili | 0 – 2   |
| 35 | Santiago                | 4 juni 2005       | WK 2006 kwalificatie    | Chili – Bolivia | 3 – 1   |
| 36 | La Paz                  | 15 juni 2008      | WK 2010 kwalificatie    | Bolivia – Chili | 0 – 2   |
| 37 | Santiago                | 10 juni 2009      | WK 2010 kwalificatie    | Chili – Bolivia | 4 – 0   |
| 38 | La Paz                  | 2 juni 2012       | WK 2014 kwalificatie    | Bolivia – Chili | 0 – 2   |
| 39 | Santiago                | 11 juni 2013      | WK 2014 kwalificatie    | Chili – Bolivia | 3 – 1   |
| 40 | Antofagasta             | 14 oktober 2014   | Vriendschappelijk       | Chili – Bolivia | 2 – 2   |
| 41 | Santiago                | 19 juni 2015      | Copa América 2015       | Chili − Bolivia | 5 − 0   |
| 42 | Foxborough              | 10 juni 2016      | Copa América Centenario | Chili − Bolivia | 2 − 1   |
| 43 | Santiago                | 6 september 2016  | WK 2018 kwalificatie    | Chili − Bolivia | 3 − 0   |
| 44 | La Paz                  | 5 september 2017  | WK 2018 kwalificatie    | Bolivia − Chili | 1 − 0   |
| 45 | Rancagua                | 26 maart 2021     | Vriendschappelijk       | Chili − Bolivia | 2 − 1   |
| 46 | Santiago                | 8 juni 2021       | WK 2022 kwalificatie    | Chili − Bolivia | 1 − 1   |
| 47 | Cuiabá                  | 18 juni 2021      | Copa América 2021       | Chili − Bolivia | 1 − 0   |
| 48 | La Paz                  | 1 februari 2022   | WK 2022 kwalificatie    | Bolivia – Chili | 2 – 3   |
| 49 | Santa Cruz de la Sierra | 20 juni 2023      | Vriendschappelijk       | Bolivia − Chili | 0 − 0   |
| 50 | Santiago                | 10 september 2024 | WK 2026 kwalificatie    | Chili − Bolivia | 1 − 2   |
| 51 | El Alto                 | 10 juni 2025      | WK 2026 kwalificatie    | Bolivia − Chili | 2 – 0   |

## Samenvatting
| Competitie        | Totaal gespeeld | Winst Bolivia | Gelijk | Winst Chili | Doelsaldo Bolivia – Chili |
| ----------------- | --------------- | ------------- | ------ | ----------- | ------------------------- |
| WK-kwalificatie   | 18              | 5             | 3      | 10          | 18 − 32                   |
| Copa América      | 15              | 2             | 3      | 10          | 17 − 49                   |
| Vriendschappelijk | 18              | 2             | 4      | 12          | 18 − 36                   |
| Totaal            | 51              | 9             | 10     | 32          | 53 − 117                  |

Wedstrijden bepaald door strafschoppen worden, in lijn met de FIFA, als een gelijkspel gerekend.

## Details

### Eerste ontmoeting
| Copa América 1926 (La Florida, Chili, 12 oktober 1926): |              | |
| Chili | 7 – 1        | Bolivia |
| Manuel Ramírez 10' Guillermo Subiabre 14' David Arellano 15' David Arellano 41' Humberto Moreno 47' David Arellano 80' David Arellano 84'                                               | goals        | 62' Teófilo Aguilar |
| José Rosetti | bondscoach   | Jorge Luis Valderrama |
| Carlos Hill Leoncio Veloso Ulises Poirier David Arellano Francisco Sánchez Guillermo Saavedra Oscar del Tránsito González Guillermo Subiabre Humberto Moreno Luis García Manuel Ramírez | opstellingen | Jesús Bermúdez Casiano Chavarría Diógenes Lara Eliseo Angulo Jorge Soto Renato Sáinz Carlos Soto José Bustamante Mario Alborta Rafael Méndez Teófilo Aguilar |

### Tweede ontmoeting
| Copa América 1945 (Santiago, Chili, 24 april 1945):                                                     |       |         |
| Chili                                                                                                   | 5 – 0 | Bolivia |
| Guillermo Clavero 13' Guillermo Clavero 27' Guillermo Clavero 39' Juan Alcántara 75' Juan Alcántara 79' | goals |         |

### Twaalfde ontmoeting
| Copa América 1967 (Montevideo, Uruguay, 1 februari 1967): |       |       |
| Bolivia                                                   | 0 – 0 | Chili |
|                                                           | goals |       |

### Zeventiende ontmoeting
| Vriendschappelijk (La Paz, Bolivia, 19 juli 1983): |              | |
| Bolivia | 1 – 2        | Chili |
| Carlos Borja 80' | goals        | 13' José Aravena 78' Juan Carlos Letelier |
| Wilfredo Camacho | bondscoach   | Luis Ibarra |
| Eduardo Terrazas Ramiro Vargas Rolando Coimbra Carlos Arias Carlos Urizar José Milton Melgar ??' Johnny Villarroel Erwin Romero Carlos Borja ??' Gaston Taborga ??' Miguel Aguilar ??' | opstellingen | Marco Cornez Leonel Herrera Alejandro Hisis Luis Rojas Luis Valenzuela Rodolfo Dubó ??' Osvaldo Hurtado René Valenzuela Juan Soto Quintana ??' José Aravena ??' Juan Carlos Letelier |
| Jorge Camacho ??' Reynaldo Zambrana ??' Jesús Reynaldo ??' Silvio Rojas ??' | wissels      | ??' Oscar Arriaza ??' Oscar Herrera ??' Juan Rojas |
| - Debuut van Carlos Arias, Carlos Urizar, Rolando Coimbra en doelman Eduardo Terrazas voor Bolivia. - Debuut van doelman Marco Cornez voor Chili.                                      |              | |

### 29ste ontmoeting
| WK 1998 kwalificatie (Santiago, Chili, 16 november 1997):                    |       |         |
| Chili                                                                        | 3 – 0 | Bolivia |
| Rodrigo Barrera 23' Marcelo Salas 40' Juan Carreño 83'                       | goals |         |
| - Laatste duel van Bolivia onder leiding van bondscoach Antonio López Habas. |       |         |

### 30ste ontmoeting
| Vriendschappelijk (Cochabamba, Bolivia, 28 april 1999): |              | |
| Bolivia | 1 – 1        | Chili |
| Víctor Hugo Antelo 18' (pen.) | goals        | 65' David Pizarro |
| Héctor Veira | bondscoach   | Nelson Acosta |
| José Carlos Fernández Iván Castillo Lorgio Álvarez 46' Luis Cristaldo 13' Marco Sandy Ronald Arana Limberg Gutiérrez 69' Raúl Justiniano 76' Rubén Tufiño Martín Menacho 64' Víctor Hugo Antelo | opstellingen | Marcelo Ramírez Pablo Contreras Jorge Vargas Luis Fuentes 60' Mauricio Aros Marco Villaseca Clarens Acuña 76' Esteban Valencia 67' David Pizarro 88' Pedro González 18' Manuel Neira |
| Gonzalo Galindo 13' Sergio Castillo 46' Milton Coimbra 64' Raúl Gutiérrez 69' Luis Liendo 76'                                                                                                   | wissels      | 18' Carlos Reyes 60' César Santis 67' Mauricio Donoso 76' Raúl Palacios 88' Moisés Villarroel                                                                                        |
| | gele kaarten | |
| | rode kaarten | 26' Pablo Contreras |

### 31ste ontmoeting
| Vriendschappelijk (Santiago, Chili, 20 juni 1999): |              | |
| Chili | 1 – 0        | Bolivia |
| Raúl Palacios 13' | goals        | |
| Nelson Acosta | bondscoach   | Héctor Veira |
| Marcelo Ramírez Raúl Palacios Pedro Reyes Miguel Ramírez 55' Francisco Rojas Nelson Parraguez 74' Clarence Acuña David Pizarro 56' Esteban Valencia 55' Claudio Núñez 57' Cristian Montecinos | opstellingen | José Carlos Fernández Renny Ribera Marco Sandy Juan Manuel Pena Iván Castillo 46' Fernando Ochoaizpur Rubén Tufiño 71' Marco Etcheverry 67' Luis Liendo Limberg Gutiérrez Víctor Hugo Antelo |
| Javier Margas 55' Fabián Estay 55' José Luis Sierra 56' Iván Zamorano 57' Roberto Cartes 74'                                                                                                  | wissels      | 46' Raúl Justiniano 67' Raúl Gutiérrez 71' Milton Coimbra |
| Iván Zamorano ??' | gele kaarten | ??' Fernando Ochoaizpur ??' Rubén Tufiño |

### 32ste ontmoeting
| WK 2002 kwalificatie (La Paz, Bolivia, 19 juli 2000): |       |       |
| Bolivia                                               | 1 – 0 | Chili |
| Roger Suárez 84'                                      | goals |       |

### 33ste ontmoeting
| WK 2002 kwalificatie (Santiago, Chili, 14 augustus 2001): |              | |
| Chili | 2 – 2        | Bolivia |
| Marcelo Salas 35' (pen.) Marcelo Salas 75' | goals        | 19' (pen.) Julio César Baldivieso 71' Milton Coimbra |
| Pedro García | bondscoach   | Jorge Habegger |
| Sergio Vargas Mauricio Pozo 33' Pedro Reyes Jorge Vargas Mauricio Aros Marco Villaseca Luis Chavarría Esteban Valencia 81' Claudio Núñez 69' Marcelo Salas Cristián Montecinos | opstellingen | Mauricio Soria Marcelo Carballo Luis Reyes Oscar Sánchez Raúl Justiniano 58' Líder Paz Richard Rojas Milton Coimbra Julio César Baldivieso Ronald Raldés Gonzalo Galindo |
| Fernando Solís 33' Miguel Ángel Castillo 69' Axel Ahumada 81' | wissels      | 58' Percy Colque |
| | gele kaarten | 5' Óscar Sánchez 15' Gonzalo Galindo 58' Richard Rojas |

### 34ste ontmoeting
| WK 2006 kwalificatie (La Paz, Bolivia, 30 maart 2004): |              | |
| Bolivia | 0 – 2        | Chili |
| | goals        | 38' Moisés Villarroel 59' Mark González |
| Nelson Acosta | bondscoach   | Juvenal Olmos |
| José Carlos Fernández Oscar Sánchez Límberg Pizarro Juan Manuel Peña Daner Pachi Leonel Reyes 62' Carmelo Angulo Alex da Rosa José Alfredo Castillo Joaquín Botero 46' Roger Suárez 46' | opstellingen | Nelson Tapia Ricardo Rojas Jorge Vargas Rafael Olarra Rodrigo Pérez 75' Fernando Martel 56' Moisés Villarroel Rodrigo Meléndez Mark González 56' Patricio Galaz Marcelo Salas |
| Limbert Méndez 46' Luis Gatty Ribeiro 46' Joselito Vaca 62' | wissels      | 56' Claudio Maldonado 56' Mauricio Pinilla 75' Rodrigo Valenzuela |
| Leonel Reyes 28' Límberg Pizarro 36' Carmelo Angulo 58' | gele kaarten | 4' Marcelo Salas 52' Mark González |
| - Bolivia beëindigde het duel met tien man nadat verdediger Límberg Pizarro geblesseerd raakte in de 64ste minuut toen de ploeg al drie keer had gewisseld.                             |              | |

### 35ste ontmoeting
| WK 2006 kwalificatie (Santiago, Chili, 4 juni 2005): |       |                          |
| Chili                                                | 3 – 1 | Bolivia                  |
| Luis Fuentes 8' Luis Fuentes 34' Marcelo Salas 66'   | goals | 83' (pen.) José Castillo |

### 36ste ontmoeting
| WK 2010 kwalificatie (La Paz, Bolivia, 15 juni 2008): |       |                               |
| Bolivia                                               | 0 – 2 | Chili                         |
|                                                       | goals | 28' Gary Medel 76' Gary Medel |

### 37ste ontmoeting
| WK 2010 kwalificatie (Santiago, Chili, 10 juni 2009):                       |       |         |
| Chili                                                                       | 4 – 0 | Bolivia |
| Jean Beausejour 44' Marco Estrada 74' Alexis Sánchez 78' Alexis Sánchez 89' | goals |         |

### 38ste ontmoeting
| WK 2014 kwalificatie (La Paz, Bolivia, 2 juni 2012): |              | |
| Bolivia | 0 – 2        | Chili |
| | goals        | 45' Charles Aránguiz 84' Arturo Vidal |
| Gustavo Quinteros | bondscoach   | Claudio Borghi |
| Daniel Vaca Christian Vargas Ronald Rivero Luis Méndez Luis Gutiérrez Walter Flores Alejandro Chumacero Jhasmani Campos 57' Ricardo Pedriel 70' Pablo Escobar 73' Juan Carlos Arce | opstellingen | Claudio Bravo José Rojas Eugenio Mena Osvaldo González Pablo Contreras Arturo Vidal 74' Matías Fernández Marcelo Díaz 88' Charles Aránguiz 78' Humberto Suazo Alexis Sánchez |
| Rudy Cardozo 57' Augusto Andaveris 73' Alcides Peña 73' | wissels      | 74' Luis Figueroa 78' Eduardo Vargas 88' Braulio Leal |
| Jhasmani Campos 13' Luis Méndez 54' Ronald Rivero 58' Walter Flores 68' Augusto Andaveris 73'                                                                                      | gele kaarten | 62' Eugenio Mena |
| Luis Gutiérrez 54' | rode kaarten | |

### 39ste ontmoeting
| WK 2014 kwalificatie (Santiago, Chili, 11 juni 2013): |              | |
| Chili | 3 – 1        | Bolivia |
| Eduardo Vargas 16' Alexis Sánchez 18' Arturo Vidal 90' | goals        | 32' Marcelo Moreno |
| Jorge Sampaoli | bondscoach   | Xabier Azkargorta |
| Claudio Bravo Eugenio Mena 75' Marcos González José Rojas David Pizarro Gary Medel Marcelo Díaz Arturo Vidal Esteban Paredes 54' Eduardo Vargas Alexis Sánchez | opstellingen | Sergio Galarza Luis Gutiérrez Edward Zenteno Ronald Raldes Gualberto Mojica 46' Alejandro Chumacero Diego Bejarano 70' Vicente Arze Walter Veizaga Marcelo Moreno 46' Daniel Chávez |
| Gonzalo Jara 54' Jean Beausejour 75' | wissels      | 46' Rudy Cardozo 46' Edvaldo Bolívia 70' Jhasmani Campos |
| | gele kaarten | 45' Walter Veizaga 68' Vicente Arze 84' Luis Gutiérrez |

### 40ste ontmoeting
| Vriendschappelijk (Antofagasta, Chili, 14 oktober 2014): |              | |
| Chili | 2 – 2        | Bolivia |
| Charles Aránguiz 42' Arturo Vidal 90' (pen.) | goals        | 15' Carlos Saucedo 51' Carlos Saucedo |
| Jorge Sampaoli | bondscoach   | Xabier Azkargorta |
| Johnny Herrera Enzo Roco 56' Gary Medel Gonzalo Jara Mauricio Isla Jean Beausejour 57' Charles Aránguiz 65' Arturo Vidal Marcelo Díaz 87' Eduardo Vargas 72' Alexis Sánchez | opstellingen | Romel Quiñónez Edward Zenteno Ronald Raldes Alejandro Morales Alejandro Meleán 90' Miguel Hurtado 80' Martin Smedberg 71' Damián Lizio 85' Carlos Saucedo Pedro Azogue 65' Juan Arce |
| Eugenio Mena 56' Juan Delgado 57' Rodrigo Millar 65' Ángelo Henríquez 72' Pablo Hernández 87'                                                                               | wissels      | 65' 90' Rudy Cardozo 71' Juan Zampiery 80' Augusto Andaveris 85' Gualberto Mojica 90' Luis Gutiérrez 90' Ronald Eguino                                                               |
| Gonzalo Jara 49' | gele kaarten | 61' Miguel Hurtado |
| | rode kaarten | ??', 90' Edward Zenteno |

### 41ste ontmoeting
| Copa América 2015 (Santiago, Chili, 19 juni 2015): |              | |
| Chili | 5 – 0        | Bolivia |
| Charles Aránguiz 2' Alexis Sánchez 36' Charles Aránguiz 65' Gary Medel 78' Ronald Raldes 85' (e.d.)                                                                                              | goals        | |
| Jorge Sampaoli | bondscoach   | Mauricio Soria |
| Claudio Bravo Mauricio Isla Gonzalo Jara 70' Arturo Vidal 46' Jorge Valdivia Jean Beausejour Gary Medel Charles Aránguiz Marcelo Díaz Alexis Sánchez 46' Eduardo Vargas                          | opstellingen | Romel Quiñónez Leonel Morales 46' Edemir Rodríguez Ronald Raldes Cristian Coimbra Alejandro Chumacero Martin Smedberg 46' Walter Veizaga Marcelo Moreno 61' Pablo Escobar Ricardo Pedriel    |
| Matías Fernández 46' Ángelo Henríquez 46' David Pizarro 70' Paulo Garcés Johnny Herrera Eugenio Mena José Rojas Miiko Albornoz Francisco Silva José Fuenzalida Felipe Gutiérrez Mauricio Pinilla | wissels      | 46' Marvin Bejarano 46' Damir Miranda 61' Damián Lizio José Peñarrieta Hugo Súarez Miguel Hurtado Ronald Eguino Edward Zenteno Danny Bejarano Jhasmani Campos Alcides Peña Sebastián Gamarra |
| | gele kaarten | 42' Leonel Morales 63' Cristian Coimbra 72' Alejandro Chumacero |

### 43ste ontmoeting
Hoewel het duel eindigde in 0-0 zette de FIFA dat later om in een 3-0 overwinning voor Chili. Reden van de straf voor Bolivia was het opstellen van een niet-speelgerechtigde speler. Bolivia maakte in de wedstrijden tegen Peru (2-0) en Chili (0-0) gebruik van Nelson Cabrera. Volgens de FIFA mag de 33-jarige verdediger echter alleen voor Paraguay uitkomen. De wereldvoetbalbond liet Bolivia beide duels met 3-0 verliezen. De Zuid-Amerikanen kregen ook een boete van ruim 10.000 euro.
| WK 2018 kwalificatie (Santiago, Chili, 6 september 2016): |              | |
| Chili | 0 – 0        | Bolivia |
| | goals        | |
| Juan Antonio Pizzi | bondscoach   | Guillermo Hoyos |
| Cristopher Toselli Enzo Roco Eugenio Mena Mauricio Isla Arturo Vidal Francisco Silva Rodrigo Millar 54' José Fuenzalida 71' Charles Aránguiz Eduardo Vargas Alexis Sánchez | opstellingen | Carlos Lampe Edward Zenteno Edemir Rodríguez Ronald Raldes Marvin Bejarano 82' Martin Smedberg Walter Flores 68' Yasmani Duk Marcelo Moreno Pedro Azogue 77' Juan Carlos Arce |
| Matías Fernández 54' 64' Felipe Gutiérrez 64' Mauricio Pinilla 71' | wissels      | 68' Jorge Flores 77' Nelson Cabrera 82' Erwin Saavedra |
| Francisco Silva 63' Arturo Vidal 90' | gele kaarten | 41' Walter Flores 81' Carlos Lampe |